# Vals heideblauwtje
Het vals heideblauwtje (Plebejus idas) is een vlinder uit de familie Lycaenidae (kleine pages, vuurvlinders en blauwtjes).

## Kenmerken
De voorvleugellengte is ongeveer 14 millimeter. De soort kan makkelijk verward worden met het heideblauwtje.
De rups is groen met bruine en witte strepen. 
De pop is groen en later bruin.

## Voorkomen
De soort komt verspreid voor over het Palearctisch gebied en het Nearctisch gebied. De vlinder vliegt tot op hoogtes van 2100 meter. De vliegtijd is van halverwege juni tot halverwege augustus.
In Nederland staat het vals heideblauwtje op de rode lijst als verdwenen; de soort is verdwenen uit Nederland sinds 1981. Ook uit België is de soort verdwenen, sinds 1984.

## Leefwijze
De waardplanten zijn struikhei en buiten Nederland en België ook planten uit de vlinderbloemenfamilie zoals gaspeldoorn. De soort overwintert als ei. De rupsen worden vaak meegenomen in nesten van mieren, in Nederland en België vooral de zwarte wegmier, maar overleven ook daarbuiten.
In het noorden vliegt één generatie in juni en juli; in het zuiden zijn er twee tussen mei en augustus.

## Synoniemen
- Papilio argus Denis & Schiffermüller, 1775
- Papilio leodorus Esper, 1782
- Lycaena argus armoricana Oberthür, 1910

- Een door Hermann Stauder als Lycaena difficilis benoemde soort is volgens Forster (1936) een vorm van Plebejus idas die voorkomt in de diepere dalen, en verder naar boven geleidelijk in de typische vorm overgaat.[2][3]

## Ondersoorten
- Plebejus idas idas
- Plebejus idas acreon (Fabricius, 1787)
- Plebejus idas alaskensis (Chermock, 1945)
- Plebejus idas altarmenus (Forster, 1936)
- Plebejus idas argulus (Frey, 1882)
- Plebejus idas aster (Edwards, 1882)
- Plebejus idas atrapraetextus Field, 1939
- Plebejus idas bavarica (Forster, 1936)
- Plebejus idas empetri Freeman, 1938
- Plebejus idas longinus (Nabokov, 1949)
- Plebejus idas lotis Lintner, 1879
- Plebejus idas nabokovi (Masters, 1972)
- Plebejus idas sareptensis Chapman, 1917
- Plebejus idas scudderi (Edwards, 1861)
- Plebejus idas sublivens (Nabokov, 1949)
- Plebejus idas tshimganus (Forster, 1936)

## Externe links

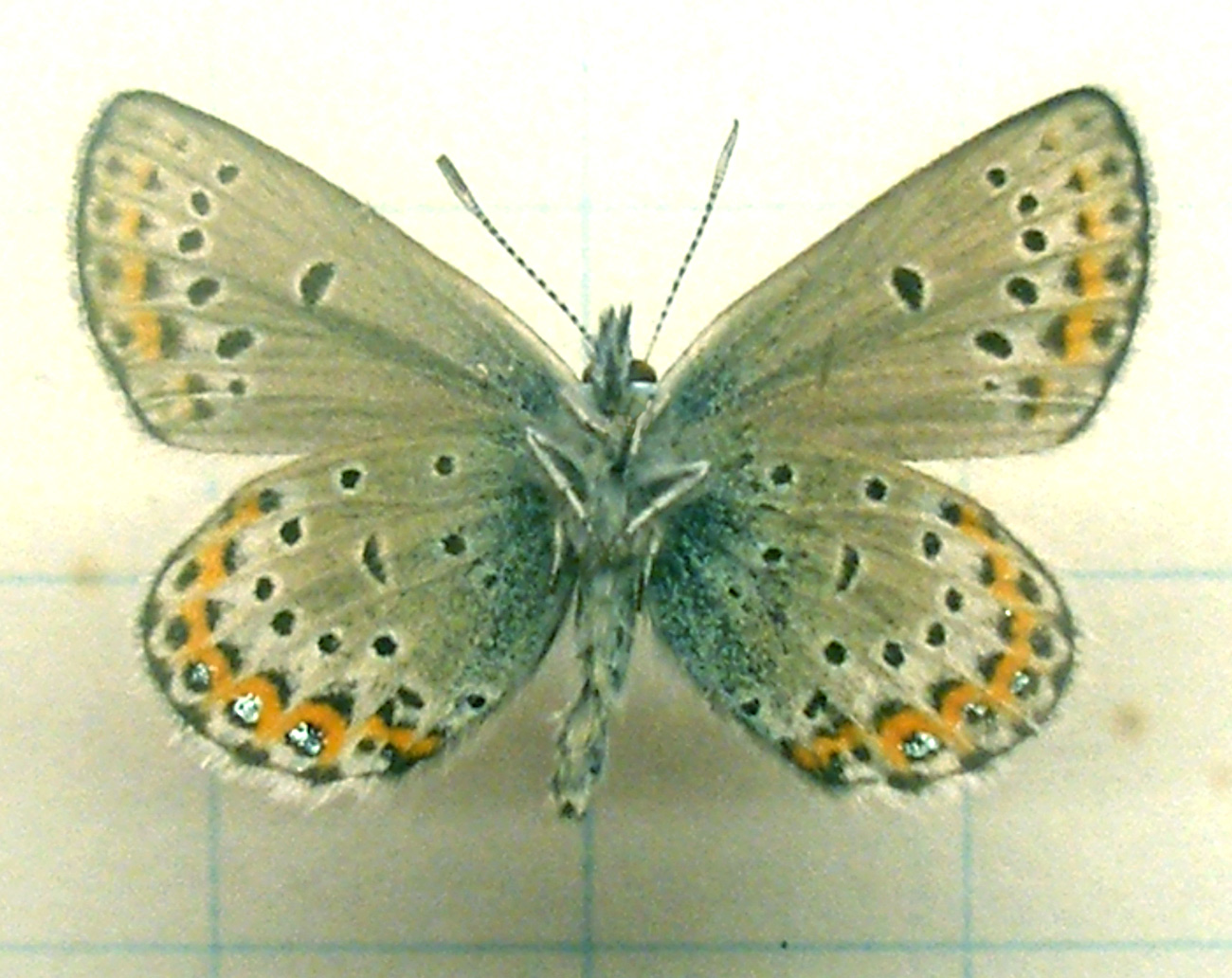
Onderzijde van de vleugels van het mannetje
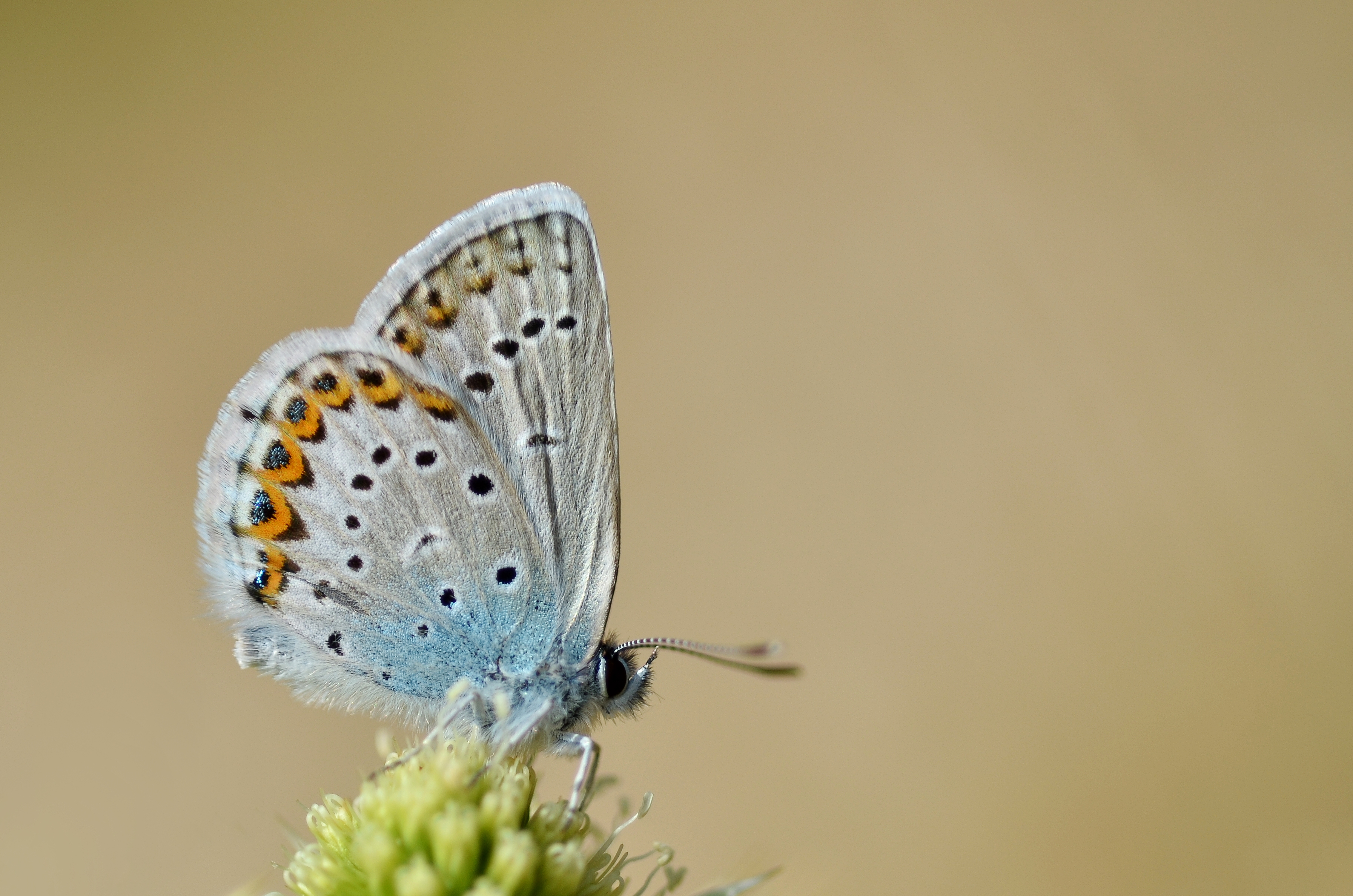
Onderzijde